# Yalong Jiang
Yalong Jiang (kinesiska: 雅砻江, 金河) är ett vattendrag i Kina. Det ligger i provinsen Sichuan, i den sydvästra delen av landet, omkring 500 kilometer sydväst om provinshuvudstaden Chengdu.
Genomsnittlig årsnederbörd är 1 091 millimeter. Den regnigaste månaden är juli, med i genomsnitt 327 mm nederbörd, och den torraste är januari, med 1 mm nederbörd.